# Canton de Beauvais-Sud-Ouest
Le canton de Beauvais-Sud-Ouest est une ancienne division administrative française située dans le département de l'Oise et la région Picardie.

## Représentation

### Conseillers d'arrondissement (de 1833 à 1940)
| Période                                  | Période          | Identité                                  | Étiquette          | Qualité |
| ---------------------------------------- | ---------------- | ----------------------------------------- | ------------------ | --- |
| 1833                                     | 1848             | Étienne Charles Jérôme Varlet             |                    | Juge de paix, conseiller municipal de Beauvais                                                                  |
|                                          |                  |                                           |                    | |
| 1852                                     | 1865 (décès)     | Pierre Achille Desjardins (1803-1865)     |                    | Imprimeur, Président du Tribunal de commerce, conseiller municipal de Beauvais                                  |
| 1865                                     | 1871             | Alfred Devimeux                           |                    | Propriétaire agriculteur à Saint-Symphorien-lès-Beauvais                                                        |
| 1871                                     | 1875 (décès)     | Charles Étienne Fleury (1823-1875)        |                    | Notaire à Beauvais                                                                                              |
| 1875                                     | 1877 (démission) | Paul Wallet (1849-1891)                   | Républicain        | Licencié en droit, officier de réserve, propriétaire à Allonne, nommé Sous-Préfet de Neufchâtel-en-Bray en 1877 |
| 1877                                     | 1882 (démission) | François Alavoine (1836-1902)             | Républicain modéré | Directeur de l'usine à gaz, Président du Tribunal de commerce de Beauvais                                       |
| 1882                                     | 1892             | M. Lesage                                 | Républicain        | Docteur en médecine, adjoint au maire de Beauvais                                                               |
| 1892                                     | 1894 (démission) | Cirille Ernest Alfred Vermont (1850-1911) |                    | Avocat à Beauvais                                                                                               |
| 1894                                     | 1897 (démission) | Jules Loisel                              | Républicain        | Pharmacien à Beauvais Elu dans le canton de Beauvais-Nord-Est                                                   |
| 1897                                     | 1904             | M. Bertin                                 |                    | Propriétaire, adjoint au maire de Beauvais                                                                      |
| 1904                                     |                  | Léon Garbet (1852-1914)                   |                    | Négociant à Beauvais, Président du Conseil d'arrondissement                                                     |
|                                          |                  |                                           |                    | |
|                                          | 1934             | M. Gilles                                 | Radical            | |
| 1934                                     | 1935 (décès)     | Edouard Descourtils                       | Radical            | Adjoint au maire de Beauvais                                                                                    |
| 25 janv. 1936                            | 1937             | Gilbert Froment                           | Radical            | Pharmacien, conseiller municipal de Beauvais                                                                    |
| Déc.1937                                 | 1940             | Maurice Brayer (1893-1976)                | Radical            | Ingénieur des Ponts et Chaussées, adjoint au maire de Beauvais (maire en 1940)                                  |
| 1940                                     |                  |                                           |                    | Les conseils d'arrondissement ont été suspendus par la loi du 12 octobre 1940 et n'ont jamais été réactivés     |
| Les données manquantes sont à compléter. |                  |                                           |                    | |

### Conseillers généraux du canton de Beauvais-Sud-Ouest
| Période | Période          | Identité                          | Étiquette     | Qualité |
| ------- | ---------------- | --------------------------------- | ------------- | --- |
| 1833    | 1839 (décès)     | Pierre de Nully d'Hécourt         | Centre gauche | Propriétaire, maire de Beauvais (1803-1839) Ancien membre de la Chambre des Représentants (1815) Ancien député (1817-1822)                |
| 1839    | 1871             | Pierre-Nicolas Danjou (1795-1873) |               | Président du Tribunal civil de Beauvais                                                                                                   |
| 1871    | 1873 (démission) | Gustave Benoist                   |               | Manufacturier à Beauvais |
| 1873    | 1881 (décès)     | André Rousselle                   | Républicain   | Avocat et journaliste, conseiller municipal de Paris                                                                                      |
| 1881    | 1894 (décès)     | Ernest Gérard                     |               | Docteur en médecine, maire de Beauvais (1884-1894), conseiller d'arrondissement du canton de Beauvais-Nord-Est                            |
| 1894    | 1895             | Eugène Raviart                    | Républicain   | Avoué à Beauvais |
| 1895    | 1907             | Charles-Olivier Hucher            | Républicain   | Président du Tribunal de commerce Maire de Beauvais (1896-1908) Député (1910-1914 et 1919-1921)                                           |
| 1907    | 1919             | Auguste Félicien Joly             | Républicain   | Avocat à la Cour d'Appel de Paris Conseiller municipal de Beauvais (1896-1908) Maire de Beauvais (1927-1935)                              |
| 1919    | 1927 (décès)     | Cyprien Desgroux                  | Rad.          | Notaire - Député (1921-1924) Maire de Beauvais (1908-1927)                                                                                |
| 1927    | 1937             | Albert Héraude                    | SFIO          | Monteur de téléphones aux PTT Adjoint au Maire de Beauvais                                                                                |
| 1937    | 1940             | Gilbert Froment                   | Rad.          | Président des jeunesses radicales-socialistes de l'Oise Conseiller municipal de Beauvais, conseiller d'arrondissement                     |
|         |                  |                                   |               | |
| 1945    | 1949             | Henri de Ridder                   | SFIO          | Professeur Maire de Beauvais (1945-1947)                                                                                                  |
| 1949    | 1955             | Louis Prache                      | RPF puis ARS  | Ingénieur à la Manufacture de tapis et de couvertures de Beauvais Adjoint au Maire de Beauvais (1947-1971) Député (1951-1955)             |
| 1955    | 1961             | Gilbert Froment                   | Rad.          | Pharmacien à Beauvais, ancien résistant                                                                                                   |
| 1961    | 1973             | Georges Barat                     | DVD puis UDR  | Confiseur à Beauvais |
| 1973    | 1985             | Henri Bonan (1936-2023)           | PS            | docteur en médecine Président du Conseil Général (1982-1985) Adjoint au Maire de Beauvais Elu en 1998 dans le Canton de Beauvais-Nord-Est |
| 1985    | 1998             | Jacques Néhorai                   | RPR           | docteur en médecine Conseiller municipal de Beauvais                                                                                      |
| 1998    | 2015             | Sylvie Houssin                    | PS            | Vice-Présidente du Conseil Général Ancienne Adjointe au Maire de Beauvais                                                                 |

## Composition
| Communes             | Population (2012) | Code postal | Code Insee |
| -------------------- | ----------------- | ----------- | ---------- |
| Allonne              | 1 258             | 60000       | 60009      |
| Beauvais             | 55 392 (1)        | 60000       | 60057      |
| Goincourt            | 1 279             | 60000       | 60277      |
| Saint-Martin-le-Nœud | 940               | 60000       | 60586      |
| Aux-Marais           | 682               | 60000       | 60703      |

(1) fraction de commune.

## Démographie
| 1962 | 1968 | 1975 | 1982 | 1990 | 1999 | 2009 |
| ---- | ---- | ---- | ---- | ---- | ---- | ---- |
| -    | -    | -    | -    | -    | -    | -    |